# レオポルト5世 (オーストリア大公)
レオポルト5世（Leopold V., 1586年10月9日 - 1632年9月13日）は、オーストリア大公（前方オーストリア（Vorderösterreich）大公）。内オーストリア大公カール2世とその妻マリア・アンナの息子で、神聖ローマ皇帝フェルディナント2世の弟。
1622年にトスカーナ大公フェルディナンド1世の娘クラウディア・デ・メディチと結婚し、5子をもうけた。
- マリア・エレオノーレ（1627年 - 1629年）
- フェルディナント・カール（1628年 - 1662年） - オーストリア大公
- イザベラ・クララ（1629年 - 1685年） - マントヴァ公カルロ2世と結婚
- ジギスムント・フランツ（1630年 - 1665年） - オーストリア大公
- マリア・レオポルディーネ（1632年 - 1649年） - 神聖ローマ皇帝フェルディナント3世の2度目の皇后